# فرناندو دي لوسيا
فرناندو دي لوسيا (و. 1860 – 1925 م) هو مغني أوبرا، ومغني من مملكة إيطاليا، ولد في نابولي، توفي في نابولي، عن عمر يناهز 65 عاماً.